# 문흥중앙초등학교
문흥중앙초등학교는 대한민국 광주광역시 북구 문흥동에 있는 공립 초등학교이다.

## 학교 연혁
- 1993. 03. 16 문흥중앙국민학교로 설립 인가
- 1994. 03. 01 개교
- 1995. 09. 01 문산, 오정초등학교 분리(1,702명) 및 44학급 편성
- 1996. 03. 01 문흥중앙초등학교로 개칭, 42(1) 학급 편성
- 2004. 10. 26 철쭉 도서관 개관
- 2010. 03. 01 문화체육관광부 지정 저작권 교육 연구학교
- 2012. 03. 01 문흥중앙초등학교 병설유치원 개원
- 2013. 03. 01 교육부 예술교육사업 학생 뮤지컬 운영학교 지정
- 2015. 02. 17 제21회 남 59명, 여자 72명 총 131명 총 5,409명 졸업
- 2015. 03. 01 제9대 이광자 교장선생님 부임

## 참고 자료
- 문흥중앙초등학교 - 한국교육학술정보원 학교알리미